# アミ・パレック
アミ・パレック（英語: Ami Parekh, 1988年1月10日 - ）は、アメリカ合衆国ジャージーシティ出身、インドのフィギュアスケート選手（女子シングル）。弟はフィギュアスケート選手のアマル・メータ。

## 人物
パレックは8歳から9歳の頃にスケートを始め、全米フィギュアスケート選手権の予選に出場していた。ほとんどアメリカ合衆国で育ったが、祖先がインドの出身で自身も一年程インドに住んだことがあり、出場しなかったもののトリノオリンピックの最終予選となった2005年カールシェーファーメモリアルにインド代表としてエントリーされた。四大陸選手権、世界選手権への出場は、それぞれ国際スケート連盟主催の選手権初のインド所属選手出場、世界選手権初のインド所属選手出場となった。またパレックの弟のアマル・メータもこのシーズンに世界ジュニアフィギュアスケート選手権に出場し、国際スケート連盟主催の選手権で男性初のインド所属選手となっている。2011-12シーズンのチャレンジカップより、競技に復帰。2012年世界フィギュアスケート選手権にも出場した。

## 主な戦績
| 大会/年                    | 2006-07 | 2011-12 | 2012-13 | 2013-14 |
| -------------------------- | ------- | ------- | ------- | ------- |
| 世界選手権                 | 44      | 28 PR   |         |         |
| 四大陸選手権               | 20      |         | 20      | 18      |
| チャレンジカップ           |         | 20      |         | 5       |
| NRW杯                      |         |         |         | 16      |
| デンコヴァ・スタビスキー杯 |         |         |         | 7       |
| ネーベルホルン杯           |         |         |         | 30      |
| ゴールデンスピン           |         |         | 15      |         |
| USクラシック               |         |         | 15      |         |
| JGPスピンオブノルウェー    | 17 J    |         |         |         |

### 詳細
| 2013-2014 シーズン       |                                              |          |          |           |
| 開催日                   | 大会名                                       | SP       | FS       | 結果      |
| 2014年3月6日 - 9日       | 2014年チャレンジカップ（ハーグ）             | 5 40.96  | 5 86.13  | 5 127.09  |
| 2014年1月20日 - 25日     | 2014年四大陸フィギュアスケート選手権（台北） | 17 41.10 | 18 69.56 | 18 110.66 |
| 2013年12月3日 - 8日      | 2013年NRW杯（ドルトムント）                  | 18 33.56 | 15 70.51 | 16 104.07 |
| 2013年11月28日 - 12月1日 | 2013年デンコヴァ・スタビスキー杯（ソフィア） | 11 39.50 | 5 85.36  | 7 124.86  |
| 2013年9月25日 - 28日     | 2013年ネーベルホルン杯（オーベルストドルフ） | 32 33.77 | 30 60.77 | 30 94.54  |

| 2012-2013 シーズン    |                                                            |          |          |           |
| 開催日                | 大会名                                                     | SP       | FS       | 結果      |
| 2013年2月6日 - 11日   | 2013年四大陸フィギュアスケート選手権（大阪）               | 20 30.07 | 19 58.32 | 20 88.39  |
| 2012年12月13日 - 16日 | 2012年ゴールデンスピン（ザグレブ）                         | 13 37.89 | 15 68.75 | 15 106.64 |
| 2012年9月12日 - 16日  | 2012年USインターナショナルクラシック（ソルトレイクシティ） | 14 31.11 | 15 58.12 | 15 89.23  |

| 2011-2012 シーズン   |                                              |          |          |          |          |
| 開催日               | 大会名                                       | 予選     | SP       | FS       | 結果     |
| 2012年3月26日-4月1日 | 2012年世界フィギュアスケート選手権（ニース） | 28 58.06 | -        | -        | -        |
| 2012年3月8日-11日    | 2012年チャレンジカップ（ハーグ）             | -        | 24 29.40 | 18 69.24 | 20 98.64 |

| 2006-2007 シーズン      |                                                              |          |          |          |
| 開催日                  | 大会名                                                       | SP       | FS       | 結果     |
| 2007年3月19日 - 25日    | 2007年世界フィギュアスケート選手権（東京）                   | 44 26.82 | -        | 44       |
| 2007年2月5日 - 11日     | 2007年四大陸フィギュアスケート選手権（コロラドスプリングス） | 22 30.40 | 18 64.16 | 20 94.56 |
| 2006年9月28日 - 10月1日 | ISUジュニアグランプリ スピンオブノルウェー（オスロ）         | 18 31.50 | 13 59.54 | 17 91.04 |